# Francesco Profumo
Francesco Profumo (Savona, 3 maggio 1953) è un ingegnere, politico e dirigente d'azienda italiano, ex presidente del Consiglio Nazionale delle Ricerche.
È stato Ministro dell'istruzione, dell'università e della ricerca del Governo Monti dal 16 novembre 2011 al 28 aprile 2013. Dal 2016 al 2024 ha presiueduto la Compagnia di San Paolo. Dal 14 luglio 2014 è presidente della business school ESCP Business School presso il campus di Torino, è attualmente rettore di OPIT - Open Institute of Technology.
Dal 2022 è membro del ''Board dell’European Innovation Council'' della Commissione europea. 
Da maggio 2024 presidente di Isybank, la banca digitale del Gruppo Intesa Sanpaolo.

## Biografia
Francesco Profumo si è laureato nel 1977 in Ingegneria elettrotecnica presso il Politecnico di Torino. Ha iniziato la carriera nel 1978 nella ricerca e sviluppo all'Ansaldo di Genova. Nel 1985 si trasferisce a Torino dove intraprende la carriera di ricercatore universitario e nel 1995 diviene professore ordinario nel settore convertitori, macchine ed azionamenti elettrici nello stesso ateneo. È preside della prima facoltà di ingegneria dello stesso Politecnico dal 2003 al 2005 e dal 1º ottobre 2005 al 2011 ne diviene rettore. 
Professore di Electrical Machines and Drives al Politecnico di Torino, è oggi Professore Emerito dell'Ateneo e autore di circa 250 contributi tra articoli e pubblicazioni su riviste internazionali ed è membro di diverse associazioni scientifiche: IEEE, JIEE, IEE e EPE. È inoltre Presidente di Associazione Uni-Italia.
In passato è stato membro del CdA di Reply, di FIDIA S.p.A., Unicredit Private Bank, il 12 aprile 2011 è stato nominato membro del consiglio di amministrazione di Telecom Italia. Ha svolto inoltre ruoli di Consigliere per Il Sole 24 Ore e di Pirelli & C.; è membro del comitato di indirizzo di Italianieuropei. Dall'agosto 2011 al gennaio 2012 è stato nominato presidente del Consiglio Nazionale delle Ricerche.

### Ministro dell'istruzione

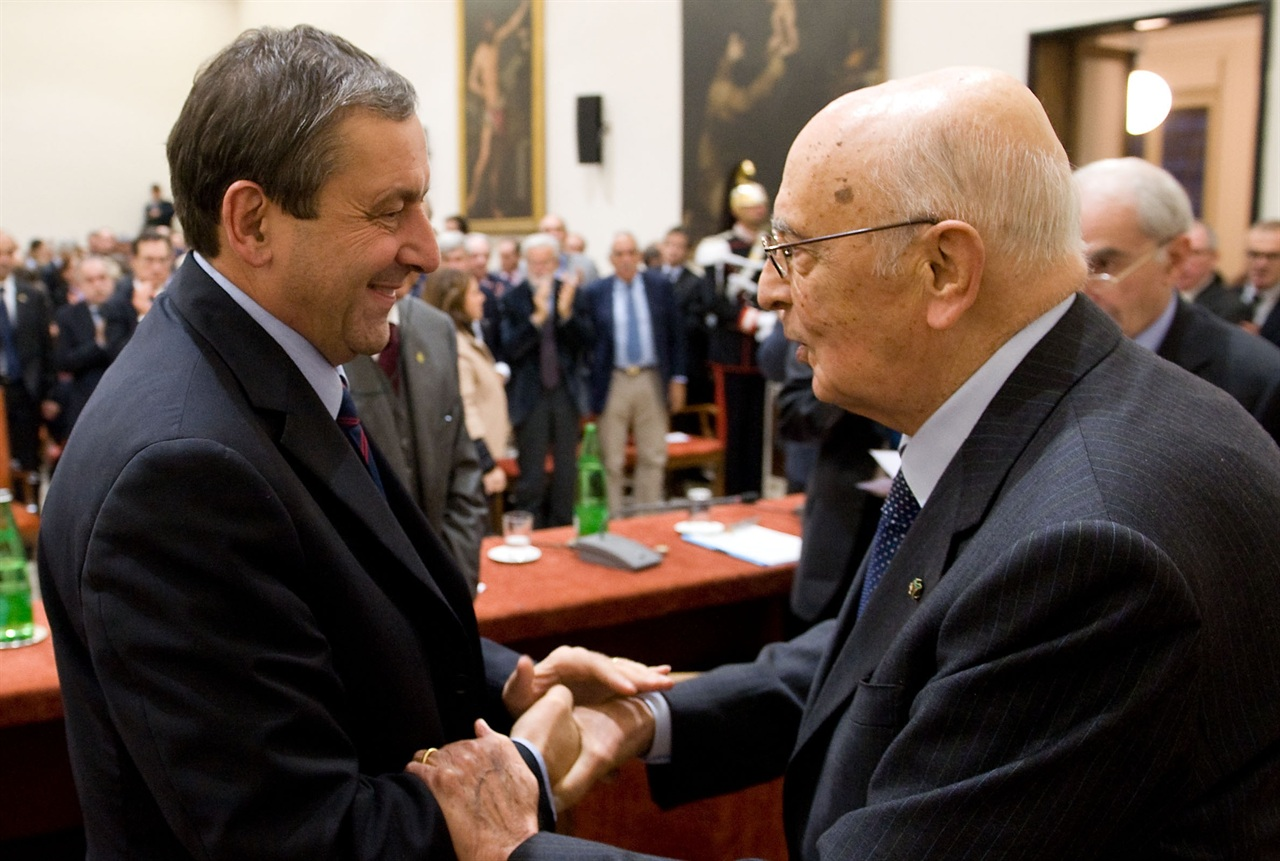
Francesco Profumo e Giorgio Napolitano ad un convegno nel novembre del 2011.

Il 16 novembre 2011 è stato nominato Ministro dell'istruzione, dell'università e della ricerca del governo Monti,  ruolo che mantenne fino al 2013 con la fine del governo.
Il 30 gennaio 2012 Profumo rassegna le dimissioni da Presidente del CNR (dopo essere stato nominato pochi mesi prima dall'ex ministro dell'istruzione Mariastella Gelmini), la cui nomina è designata dal Governo, dopo le polemiche scatenate sulla contemporanea carica di ministro. Prima della nomina ministeriale Profumo si autosospende lasciando la gestione delle sue deleghe al vicepresidente.

### Dopo l'incarico ministeriale
La sua carriera successiva è costellata di incarichi in importanti società, a partire della società energetica Iren di cui fu presidente dal 2013 al 2016. 
Il 13 dicembre 2014 viene nominato presidente della Fondazione Bruno Kessler di Trento ed il 5 settembre 2014 viene nominato presidente della Scuola di Alta Formazione al Management (SAFM) di Torino. Il 18 maggio 2015 è stato nominato presidente del CdA di INWIT, Infrastrutture Wireless Italiane S.p.A., società del gruppo Telecom Italia. Nel 2019 viene eletto presidente di ACRI all'unanimità. Ha mantenuto la carica fino al 21 febbraio 2024.
Nel 2016 guida la Compagnia di San Paolo, viene confermato per un secondo mandato nel 2020, lascia l’incarico il 16 aprile 2024, quando gli subentra Marco Gilli. 
Dal 2018 è membro della Fondazione Giovanni Agnelli.
Dal 2020 è presidente di Associazione Uni-Italia. Nel 2024 diventa presidente di isybank, del Fondo Quadrivio e della Fondazione Reggio Children‑Centro Loris Malaguzzi‑ETS. 
Dal 2025 è presidente della Società Gasdotti Italia e continua inoltre a ricoprire dal 2022 l’incarico di rettore di OPIT - Open Institute of Technology, e, dal 2014, quello di presidente del campus di Torino della ESCP Business School. è inoltre membro dello European Innovation Council della Commissione Europea.

## Pubblicazioni
- F. Profumo, a cura di, "Leadership per l'innovazione nella Scuola", Il Mulino, 2018
- F. Profumo, A. Tenconi, S. Facelli, B. Passerini, "Implementation and Validation of a New Thermal Model for Analysis, Design and Characterization of Multichip Power Electronics Devices", IEEE Transactions on Industry Applications, vol. 35, n. 3, maggio/giugno 1999, pagg. 663–669.
- F. Profumo, A. Tenconi, S. Facelli, B. Passerini, "Instantaneous Junction Temperature Evaluation of High-Power Diodes (Thyristors) During Current Transients", IEEE Transactions on Power Electronics, vol. 14, n. 2, marzo 1999, pagg. 292–299.
- S. Gair, F. Eastham, F. Profumo, "Permanent Magnet Brushless DC Drives for Electric Vehicles", Electromotion Journal, vol. 2, n. 4, dicembre 1995, pagg. 173–179.
- G. Griva, T. Habetler, M. Pastorelli, F. Profumo, "Performance Evaluation of a Direct Torque Controlled Drive in the Continuous PWM-Square Wave Transition Region", IEEE Transactions on Power Electronics, luglio 1995, vol. 10, n. 4, pagg. 464–471.
- A. Boglietti, P. Ferraris, M. Lazzari, F. Profumo, "Test Procedures for Very High Speed Spindle Motors", Electric Machines and Power Systems Journal, vol. 23, n. 4, luglio/agosto 1995, pagg. 443–458.
- A. Boglietti, P. Ferraris, M. Lazzari, F. Profumo, "Energetic Behaviour of Soft Magnetic Materials in the Case of Inverter Supply", IEEE Transactions on Industry Applications, settembre/ottobre 1994, vol. IA-30, n. 6, pagg. 1580–1587.